# (377) Кампания
(377) Кампания (итал. Campania) — довольно крупный астероид главного пояса, который принадлежит к спектральному классу D. Он был открыт 20 сентября 1893 года французским астрономом Огюстом Шарлуа в обсерватории Ниццы и назван в честь итальянского административного региона Кампания.

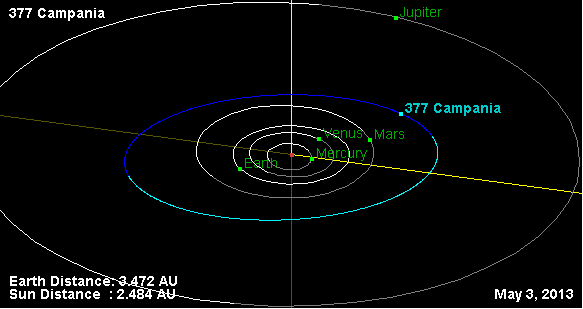
Орбита астероида Кампания и его положение в Солнечной системе

Фотометрические наблюдения, проведённые в 1990-1991 года в Туринской обсерватории, позволили получить кривые блеска этого тела, из которых следовало, что период вращения астероида вокруг своей оси равняется 8,507 ± 0,003 часам.